# Nguyễn Mạnh Khuê
Nguyễn Mạnh Khuê là một sĩ quan cấp cao trong Quân đội nhân dân Việt Nam, hàm Thiếu tướng, nguyên Phó Cục trưởng Cục Dân quân Tự vệ, Bộ Tổng Tham mưu

## Tiểu sử binh nghiệp
Trước năm 2012, ông từng công tác tại Bộ Chỉ huy Quân sự tỉnh Hòa Bình, Quân khu 3
Năm 2012, ông được bổ nhiệm giữ chức Phó Cục trưởng Cục Dân quân Tự vệ, Bộ Tổng Tham mưu
Thiếu tướng (2014)